# Trần Kim Phượng (nhà ngoại giao)
Trần Kim Phượng (5 tháng 11 năm 1926 – 1 tháng 4 năm 2004) là nhà ngoại giao người Việt Nam, và cũng là vị đại sứ cuối cùng của Việt Nam Cộng hòa tại Hoa Kỳ và Canada.

## Tiểu sử
Trần Kim Phượng sinh ngày 5 tháng 11 năm 1926 tại Hà Nội, Bắc Kỳ, Liên bang Đông Dương.
Ông thi đậu lấy bằng khoa học nông nghiệp tại Đại học Paris và sau đó lấy thêm bằng quan hệ quốc tế tại Viện Nghiên cứu Chính trị Paris. Năm 1955, ông gia nhập Bộ Ngoại giao Việt Nam Cộng hòa với chức vụ Phó Trưởng phòng Kinh tế và Tài chánh. Về sau, ông sang Mỹ làm Bí thư thứ nhất Đại sứ quán Việt Nam Cộng hòa tại Hoa Kỳ và Đại diện đặc biệt tại Cơ quan Hợp tác Quốc tế Hoa Kỳ từ năm 1957 đến năm 1959.
Ông giữ chức vụ Lãnh sự tại Singapore từ năm 1959 đến năm 1960. Ông được thăng chức Tổng Lãnh sự vào năm 1960 và tiếp tục tại nhiệm cho đến năm 1964. Ông cũng từng làm Đại biện Công sứ quán và Đại sứ quán tại Malaya (sau này là Malaysia). Rồi sau chuyển sang làm Đại sứ tại Malaysia từ năm 1964 đến năm 1967. Kế đến là Đại sứ tại Úc và đồng thời là Đại sứ tại New Zealand từ năm 1967 đến năm 1970. Sau khi trở về nước vào năm 1970, ông là Phụ tá Tổng trưởng Bộ Ngoại giao cho đến năm 1971. Rồi được bổ nhiệm làm Thứ trưởng Bộ Ngoại giao từ năm 1971 đến năm 1972. Sau cùng nhậm chức Đại sứ tại Hoa Kỳ từ năm 1972 đến năm 1975. Từ năm 1974 trở đi, ông đồng thời giữ chức Đại sứ tại Canada và đây cũng là nhiệm kỳ cuối cùng của ông.
Sau ngày 30 tháng 4 năm 1975, Đại sứ quán Việt Nam Cộng hòa tại Hoa Kỳ đóng cửa vào ngày 21 tháng 5. Sau đó ông bỏ sang Mỹ định cư cho đến khi qua đời vào ngày 1 tháng 4 năm 2004 tại Maryland.

## Gia đình
Trần Kim Phượng kết hôn với con gái nguyên Bộ trưởng Bộ Nội vụ Vũ Ngọc Trản và có hai người con.

## Vinh danh
- Huân chương Malaysia Panglima Mangku Negara[1][2][4]

## Hình ảnh

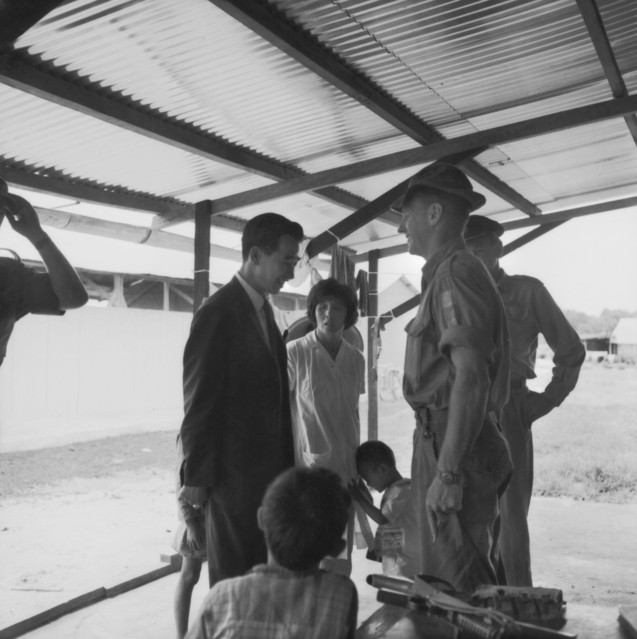
Kiểm tra các dự án hỗ trợ dân sự của Úc tại Nam Việt Nam.
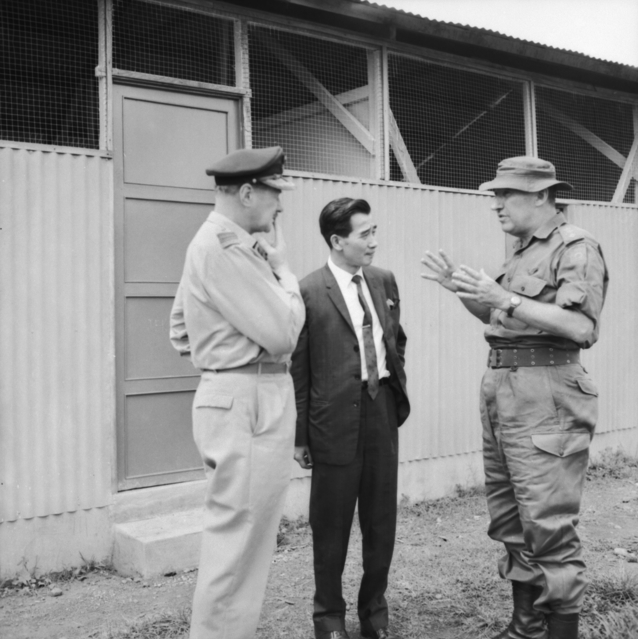
Đại sứ Trần Kim Phượng đang trò chuyện với binh lính Úc.
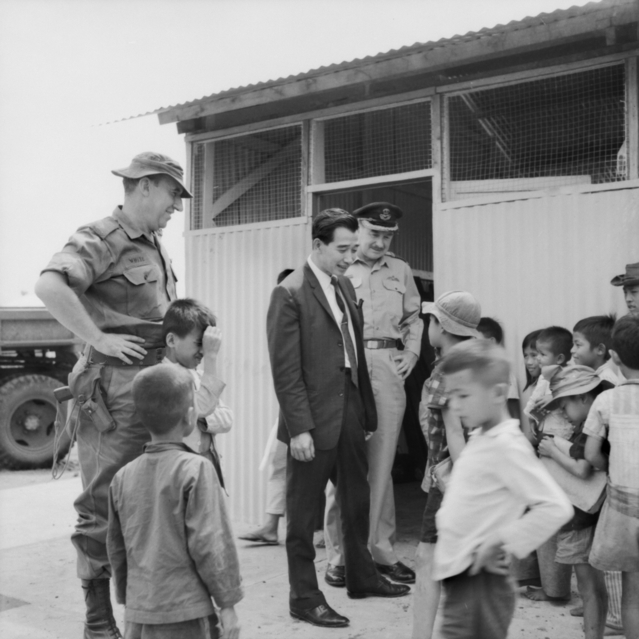
Gặp gỡ các em nhỏ đang được Dự án Hỗ trợ Dân sự Úc giúp đỡ.